# Charles S. Roberts
Charles Swann Roberts (* 3. Februar 1930; † 20. August 2010 in Baltimore, Maryland) war ein US-amerikanischer Spieleautor und Gründer des Spieleverlags Avalon Hill. Mit seinem Spiel Tactics hat er das Genre der modernen Konfliktsimulationsspiele begründet; der Charles S. Roberts Award wurde nach ihm benannt.

## Wirken
1952 hat Roberts in Catonsville, Maryland das Spiel Tactics entwickelt, welches als erste moderne Konfliktsimulation gilt. 1954 gründete er The Avalon Game Company, die erste Spielefirma, die Konfliktsimulationen vertreibt. Er verkaufte sein Spiel über Mailorder. Aus The Avalon Game Company wurde 1958 Avalon Hill.
Es folgten mit Tactics II (1958), Gettysburg (1958) weitere Spiele, die neue Spielprinzipien bei Konfliktsimulationen einführten.
Im Dezember 1963 musste Roberts infolge einer Rezession Avalon Hill verkaufen. Eric Dott von Monarch Services, ein Kunde von Roberts, übernahm Avalon Hill und so wurde Avalon Hill eine Tochter von Monarch Avalon Printing.
Seit 1974 wird jährlich der nach ihm benannte Charles S. Roberts Award für die besten historischen Konfliktsimulationen eines Jahrgangs verliehen. Bis 1986 waren diese Preise Teil des Origins Award, ab 1987 werden sie unabhängig von den Origins Awards verliehen. 1982 wurde er in die Hall of Fame des Origins Award aufgenommen.

## Ludographie
- 1954: Tactics
- 1958: Dispatcher
- 1958: Gettysburg
- 1958: Tactics II
- 1959: U-Boat
- 1959: Verdict
- 1960: Management
- 1961: Chancellorsville
- 1961: Civil War
- 1961: D-Day
- 1961: Nieuchess
- 1961: Verdict II
- 1962: Bismarck
- 1964: Afrika Korps
- 1983: Tactics (Ausgabe zum 25-jährigen Jubiläum von Tactics II)